# Бывшие (Французская революция)
«Бывшие» (фр. ci-devant) в послереволюционной Франции — дворяне, которые отказывались признавать политические, культурные и социальные изменения, произошедшие во Франции в ходе французской революции. Их зачастую отличали как особая манера поведения, так и политические взгляды, в которых они остались верными взглядам и ценностям дореволюционной Франции.
Термин «бывший» (ci-devant) стал применяться к представителям высшего французского сословия после того, как они потеряли свои титулы и привилегии во время французской революции. Несмотря на официальную отмену дворянских титулов при первой республике, большинство аристократов не признавали законность этого шага. До сих пор во Франции существуют семьи с аристократическими титулами.
Во время революционной эпохи в термин «бывший» вкладывался уничижительный смысл, поскольку он, как правило, использовался людьми, враждебными по отношению к дворянству. Например, «бывший граф» могли сказать о человеке, который носил титул графа при «старом режиме», а при революции стал простым гражданином. Термин мог также использоваться, чтобы подчеркнуть роялистский или аристократический характер общественных явлений — например, «бывшие из Кобленца». Кобленц был местом, где собиралось множество аристократов, бежавших в течение первых двух лет революции и где вырабатывались планы восстановления монархии.
Во французском языке термин по-прежнему сохраняет свой негативный оттенок. Те, кто не симпатизируют революции, пользуются термином «старое дворянство» для обозначения аристократии, которая существовала до 1789 года, чтобы отличить её от более поздней знати, созданной Наполеоном Бонапартом при Первой французской империи или Людовиком XVIII и Карлом X при реставрации Бурбонов.
В культуре имеются примеры, когда слово «бывшие» используется в ироническом смысле, в основном у тех, кто критикует французскую революцию. Например, в романе Алый Первоцвет (1905) его автор, баронесса Орци говорит о «бывших графах, маркизах, даже герцогах, которые хотели бежать из Франции, чтобы добраться до Англии или какой-нибудь другой столь же проклятой страны, и там поднять вражду против славной революции и собрать армию, чтобы освободить тех несчастных, заключенных в Тампле, которые когда-то называли себя государями Франции». Аналогично, Джозеф Конрад в романе Изгнанник (1923) писал об «охотнике на бывших и священников, поставщике для гильотины, короче говоря, кровопийце».